# Kwas 1-aminocyklopropano-1-karboksylowy
Kwas 1-aminocyklopropano-1-karboksylowy (ACC) jest dipodstawionym cyklicznym α-aminokwasem, w którym pierścień cyklopropanu jest skondensowany z atomem Cα aminokwasu. Jest to białe ciało stałe. Znanych jest wiele aminokwasów będących pochodnymi cyklopropanu, ale ten występuje naturalnie. Podobnie jak glicyna, ale w przeciwieństwie do większości α-aminokwasów, ACC nie jest chiralny.